# Janoš Korvin
Janoš Korvin (1473 — 12. oktobar 1504) bio je hrvatski ban, od 1495. do 1498. i od 1499. do 1504. godine. Bio je nezakoniti sin Matije Korvina i Barbare Edelpok.
Posle očeve smrti 6. aprila 1490. kandidovao se za kralja Ugarske. Janoša je podržavao srpski despot Đorđe Branković sa velikašima Slavonije. Na izborima na Roškom Polju Janoš je prvi ispao, jer narod nije mogao da za vladara primi nekog ko je nosio žig nezakonitosti, što je Janoš brzo shvatio. Pošto su Maksimilijan I Habzburški i princ Albert Jagelonac od Poljske propali na izborima, digli su oružje na novoizabranog kralja Vladislava II Jagelonca od Češke. Tada je Đorđe, koji je do tada odano podržavao Janoša, kao stari Maksimilijanov prijatelj, prešao na stranu Habzubrga. Međutim, ostale srpske vođe su priznale Vladislava.
Godine 1495. Janoš je postao hrvatski ban, a 1496. godine oženio se sa Beatričom Frankopan, sa kojom je imao ćerku Elizabetu (1496. ili 1497. godine) i sina Krsta 1499. godine. 1498. je zbačen od strane Juraja Kaniškog, ali već 1499. godine sklopio je sporazum s kraljem Vladislavom, pa je dobio položaj bosanskog kralja, slavonskog hercega i hrvatsko-dalmatinskog bana. Kao hrvatsko-slavonski ban Janoš je ujedinio pod svojom vlašću celo područje od Jajca do Senja. U savezu s mletačkim duždem Agostinom Barbarigom, Janoš je napao Turke i doživeo je nekoliko poraza. Konačno, 1501. godine Turci su opseli Jajce. Na sreću, oni su poraženi, ali su prodrli do Lijevna, Cetine i Maglaja. U daljim ratovima sa Turcima Janoš je doživeo još nekoliko poraza. 16. avgusta 1502. Imreu Toroku, zagrebačkom kanonu, dao je u zakup Subotičku tvrđavu za 10.000 florina. Zajedno s njom dao je trgovišta Madaraš, Tavankut, Verušić i Sebešić.
Janoš je 1504. godine umro od groznice, posle čega su mu telo preneli u pavlinsku crkvu u Lepoglavi. Beatriča je preuzela veći deo muževljevih poseda, čuvajući ih za decu, koja su umrla maloletna.

## Literatura
- Chisholm, Hugh, ур. (1911).  (на језику: енглески) (11 изд.). Cambridge University Press. Недостаје или је празан параметар |title= (помоћ)
- Ивић, Алекса (1929). Историја Срба у Војводини. Нови Сад: Матица српска.